# 1991년 OB 베어스 시즌
1991년 OB 베어스 시즌은 OB 베어스가 KBO 리그에 참가한 10번째 시즌이다. 지난 시즌 감독 대행을 맡은 이재우 감독이 감독이 되어 정식으로 팀을 이끈 첫 시즌이었으나 초반에 잠깐 1위를 했음에도 중반의 11연패 뿐 아니라 장호연의 연봉 재계약 문제-부상 등으로 투수진이 원활하게 돌아가지 못했으며 급기야 팀내 좌완 투수이자 에이스이기도 한 구동우를 선발-중간-마무리 가리지 않고 투입시켜 최하위로 처지자 성적 부진으로 중도 사퇴했으며 윤동균 감독 대행이 남은 시즌을 소화했는데 그 당시 OB는 한오종(88년 4선발승) (1990년 쌍방울 이적) 윤석환 (1991년 삼성 이적) 이진(방위복무)(89년 3선발승 92년 2선발승) 등의 공백 때문에 쓸만한 좌투수가 구동우 밖에 없었고 이 탓인지 1992년 이진(2선발승) 이후 1999년 이혜천 (2선발승) 이전까지 베어스에서는 2선발승 이상을 기록한 좌투수가 전무했다. 주장은 김형석이 맡았다. 쌍방울 레이더스가 리그에 본격적으로 참가하면서 8구단 체제가 된 첫 시즌이었는데, OB 베어스는 LG 트윈스, 쌍방울 레이더스와의 꼴찌 싸움 끝에 정규 시즌 최하위에 그치면서 한국프로야구 최초 8위 팀이 되는 불명예를 안았다.

## 타이틀
- 한일 슈퍼게임 국가대표: 김형석
- 올스타 선발: 김광수 (2루수), 박노준 (외야수)
- 올스타전 추천선수: 박철순, 김형석
- 출장(타자): 김광수, 김형석 (126)
- 타수: 김형석 (473)
- 희생타: 김광수 (29)

### 퓨처스리그
- 3루타: 김인철 (6)
- 도루: 최영술 (18)
- 북부리그 평균자책점: 권영일 (2.30)

## 선수단
- 선발투수 : 장호연, 김동현, 김상진, 박철순, 권영일, 김진욱, 계형철
- 구원투수 : 김형균, 박형열, 조정수, 이상훈, 김보선, 김익재, 홍길남, 구동우
- 마무리투수 : 김진규, 강병규, 손병희, 하창우
- 포수 : 박현영, 김태형, 최덕현, 김경문
- 1루수 : 김형석, 김종석
- 2루수 : 길홍규, 구천서, 김광수
- 유격수 : 임형석, 이명수, 이종민
- 3루수 : 강영수
- 좌익수 : 최재룡, 김상호
- 중견수 : 안대환, 서일권
- 우익수 : 김광림, 강형석, 곽연수
- 지명타자 : 박노준, 최동창, 최영술, 정삼룡, 박천유, 이복근, 서준룡

## 여담
- 5월 1일 빙그레 이글스와의 경기는 연장 11회까지 진행되었음에도 불구하고 1시간 41분만에 끝나 KBO 리그 사상 연장까지 진행된 경기 중 최단시간 경기로 남아있다.
- 박철순은 올스타전에 구원 등판해 1.2이닝 2실점 ERA 10.80으로 부진했음에도 승리 투수가 되어 KBO 올스타전 사상 최고 평균자책점 승리 투수가 되었다.

## 같이 보기
- 1990년 OB 베어스 시즌
- 1996년 OB 베어스 시즌